# 清須市立桃栄小学校
清須市立桃栄小学校（きよすしりつとうえいしょうがっこう）は、愛知県清須市桃栄2丁目にある公立小学校。

## 概要
- 校区は桃栄、須ケ口（名鉄名古屋本線以西の地域）、西須ケ口、須ケ口駅前、東外町（名鉄名古屋本線以西の地域）、西堀江及び土器野（西町を除く新川右岸の地域）であり、公立中学校に進む場合は清須市立新川中学校に進学する[1]。

## 沿革
- 1990年（平成2年）4月 - 新川町立新川小学校から分離し、新川町立桃栄小学校として開校。
- 2005年（平成17年）7月7日 - 西春日井郡西枇杷島町、清洲町、新川町が合併し、清須市が発足。同時に清須市立桃栄小学校に改称する。

## 交通アクセス
- 名鉄名古屋本線・津島線須ヶ口駅下車、徒歩約8分。
- きよすあしがるバスグリーンルート「西堀江」バス停より徒歩約5分。

## 周辺施設
- 清須市立新川中学校
- 清須市立新川小学校
- 豊和工業本社工場
- 萱津神社
- 名鉄名古屋本線須ヶ口駅